# رودي كاماتشو
رودي كاماتشو (بالفرنسية: Rudy Camacho)‏ (5 مارس 1991 بفرنسا - ) هو لاعب كرة قدم فرنسي في مركز الدفاع.

## روابط خارجية
- رودي كاماتشو على موقع الدوري الأمريكي (الإنجليزية)
- رودي كاماتشو على موقع إي إس بي إن إف سي (الإنجليزية)
- رودي كاماتشو على موقع قاعدة بيانات كرة القدم.إي يو (الإنجليزية)
- رودي كاماتشو على موقع ليكيب (الفرنسية)
- رودي كاماتشو على موقع Soccerway.com (الإنجليزية)
- رودي كاماتشو على موقع عالم كرة القدم.نت (الإنجليزية)